# Білий терор (Тайвань)

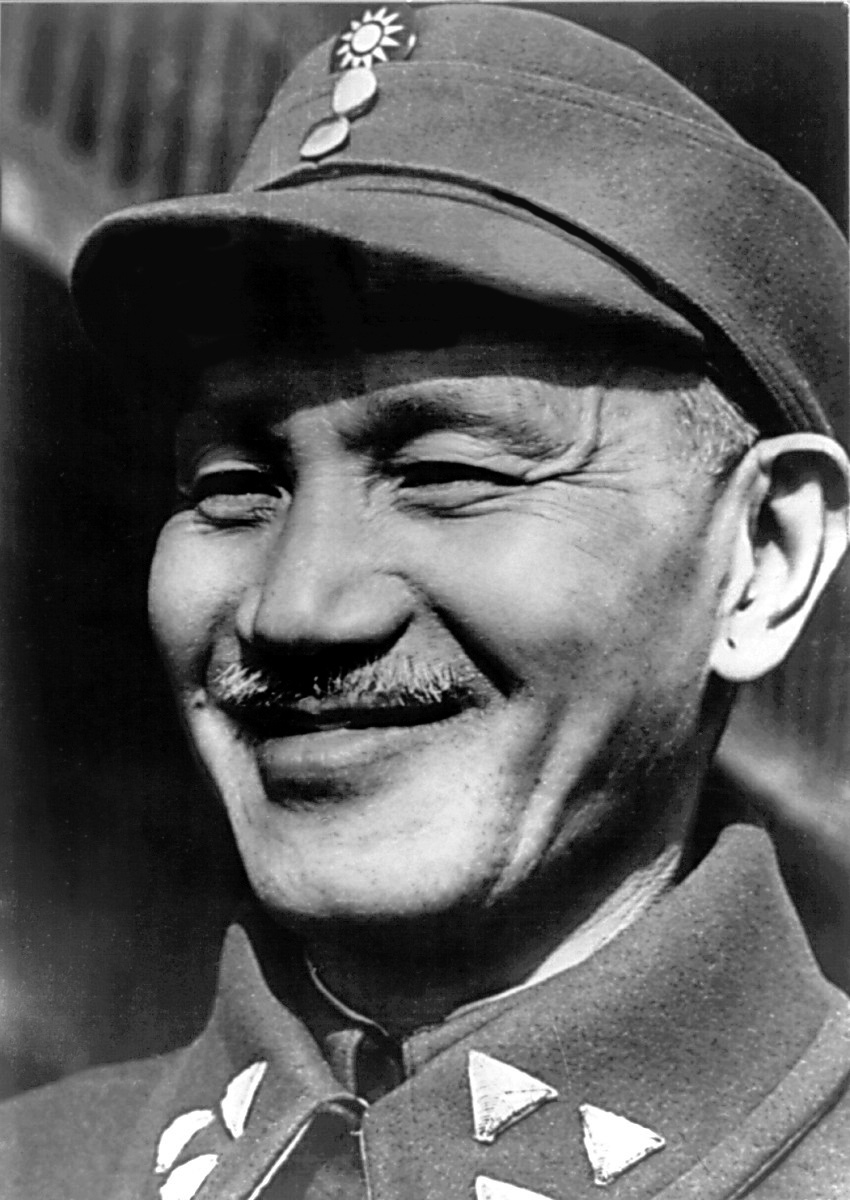
Чан Кайші

Білий терор (кит: 白色恐怖; піньінь: báisè kǒngbù) — переслідування політичної опозиції (лівих, а також корінного населення) на Тайвані в період авторитарного правління партії Гоміньдан. Це не тільки події, які носять назву Інцидент 228, але і весь період з 1947 до 1987 року.

## Інцидент 228

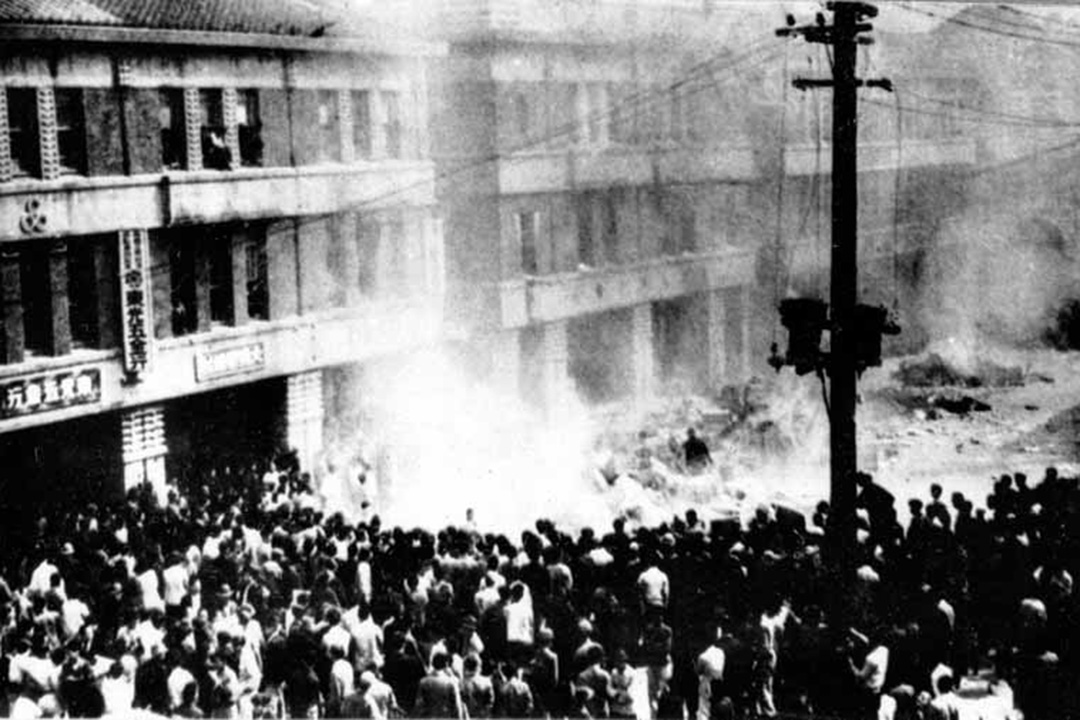
28 лютого 1947

Інцидент 228 — масовий антидержавний виступ на Тайвані, який почався 27 лютого 1947 року і був жорстоко подавлений гоміньданом. Оцінки кількості жертв варіюються від 10 тис. до 30 тис. Інцидент ознаменував початок періоду переслідувань та репресій, встановлених Гоміньданом на Тайвані, протягом якого багато тисяч людей зникли, загинули та були кинуті до в'язниці. Число «228» — 28 лютого 1947, або 02/28.

## Період терору
Вважається, що все почалося з Інциденту 228 — 28 лютого 1947 року. Проте, протестні акції почалися 27 лютого 1947 року. Зважаючи на те, що багатьма активістами були студенти, доходило навіть до того, що гоміньданівські війська заарештовували й страчували будь-якого, хто носив студентську форму. Також мішенню була тайванська еліта. У 1949 році Чан Кайші ввів у країні воєнний стан, який було скасоване лише через 12 років після його смерті, а саме у 1987 році. І лише у 1987 році були скасовані репресії, які тривали всі ці довгі роки. Люди потрапляли у в'язниці навіть просто за підозрою в інакодумстві. За весь період Білого терору до в'язниць потрапило близько 14 000 тайванців. При цьому від 3000 до 4000 було страчено за реальне або гіпотетичне відношення до опозиції.
Тривалість воєнного стану на Тайвані склала 38 років та 57 днів з 19 травня 1949 року по 15 липня 1987 року. Воєнний стан на Тайвані було на той момент найдовшим в світі за всю історію. Проте пізніше його перевершило сирійське півстолітнє військове становище, яке тривало з 1963 по 2011 рік.

## Сучасність

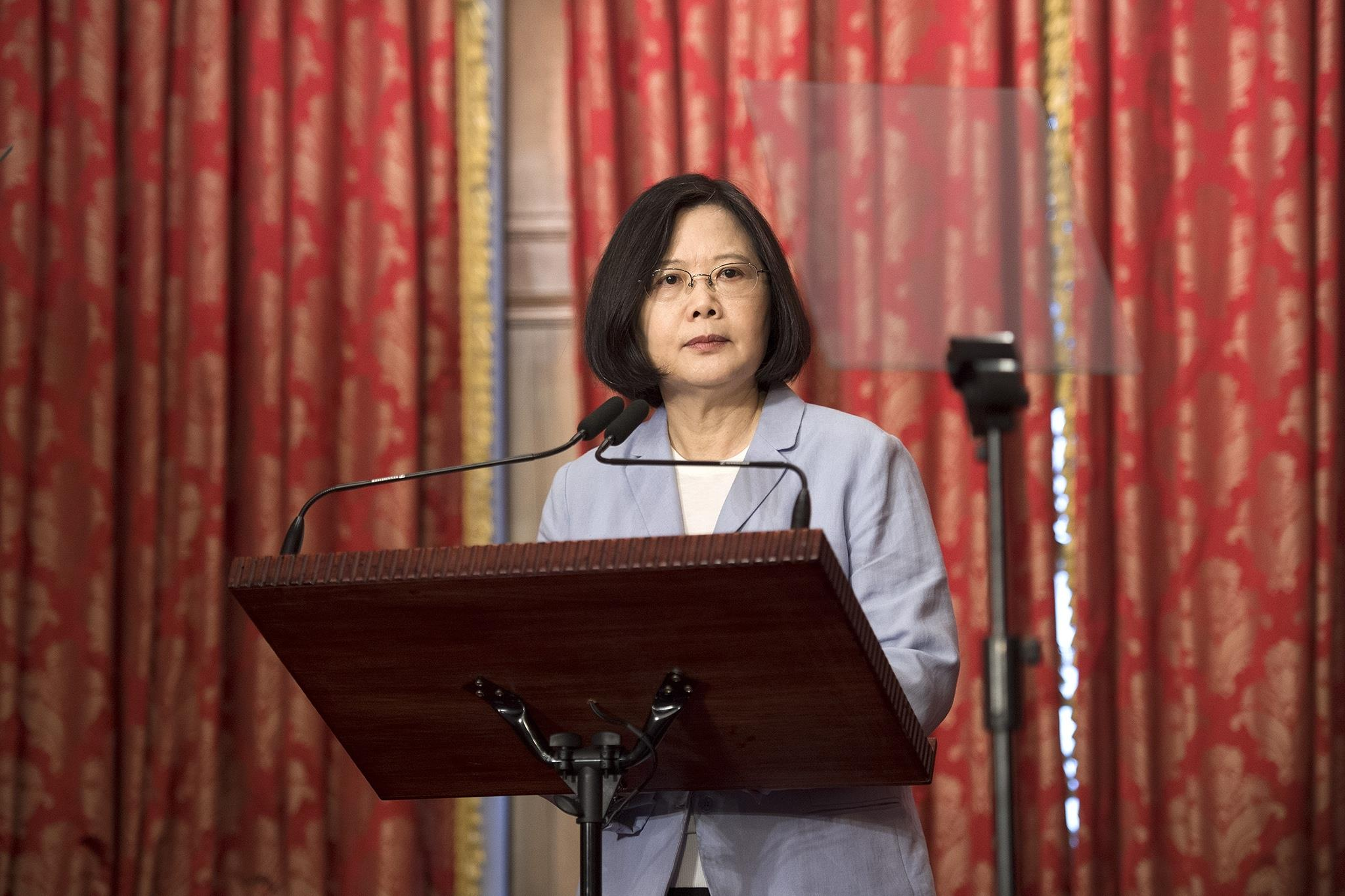
Цай Інвень

Демократична прогресивна партія в 2000—2008 роках домоглася того, що ім'я Кайші прибрали з назви площі, на якій знаходиться його Меморіал. Після перемоги Цай Інвень на президентських виборах від цієї партії в 2016 році почалося обговорення подальшої долі Меморіалу Чан Кайші. Законодавці пропонують кілька варіантів: зробити з нього архів всіх президентів Тайваню; реконструювати та перетворити на місце, де люди могли б віддати данину пам'яті протестного руху; переробити так, щоб зробити акцент на страждання людей у часи авторитаризму при правлінні Чан Кайші; повне або часткове знесення меморіалу.

## Пам'ять
- Меморіальний парк 228
- Меморіальний парк на Зеленому острові
- Меморіал прав людини Цзін-Мей і парк культури
- Чайний будинок Тьен-ма

## См. також
- Антикомунізм